# Arietta
Arietta è un comune (town) degli Stati Uniti d'America, situato nello stato di New York, nella contea di Hamilton. Il suo territorio comunale è bagnato dal Lago Raquette.